# Alcyonium sollasi
Alcyonium sollasi är en korallart som beskrevs av Wright och Studer 1889. Alcyonium sollasi ingår i släktet Alcyonium och familjen läderkoraller. Inga underarter finns listade i Catalogue of Life.